# Cerura
Cerura är ett släkte av fjärilar som beskrevs av Franz Paula von Schrank 1802. Cerura ingår i familjen tandspinnare.

## Dottertaxa tillCerura, i alfabetisk ordning[1][2]
- Cerura amseli
- Cerura annulifera
- Cerura arctica
- Cerura argentina
- Cerura argynnis
- Cerura askolda
- Cerura australis
- Cerura benderi
- Cerura bicuspis
- Cerura bikasta
- Cerura birmanica
- Cerura bratteata
- Cerura canadensis
- Cerura candida
- Cerura dandon
- Cerura delavalii
- Cerura delavoiei
- Cerura duonummenia
- Cerura erminea, Hermelingaffelsvans
- Cerura estonica
- Cerura fasciata
- Cerura felina
- Cerura fennica
- Cerura formosana
- Cerura gnoma
- Cerura gonema
- Cerura grandis
- Cerura hapala
- Cerura himalayana
- Cerura hyalina
- Cerura intermedia
- Cerura irakana
- Cerura laeta
- Cerura lancea
- Cerura laqueata
- Cerura menciana
- Cerura minax
- Cerura multipunctata
- Cerura multiscripta
- Cerura olindata
- Cerura optima
- Cerura phantoma
- Cerura pigra
- Cerura platea
- Cerura prasana
- Cerura presidio
- Cerura priapus
- Cerura przewalskii
- Cerura purusa
- Cerura rarata
- Cerura rivera
- Cerura robusta
- Cerura roesleri
- Cerura rosea
- Cerura scitiscripta
- Cerura simplex
- Cerura splendens
- Cerura striata
- Cerura tanaica
- Cerura tegelensis
- Cerura tehuacana
- Cerura timorensis
- Cerura trigonostigma
- Cerura vinula, Större gaffelsvans
- Cerura xicona
- Cerura zickerti

## Bildgalleri

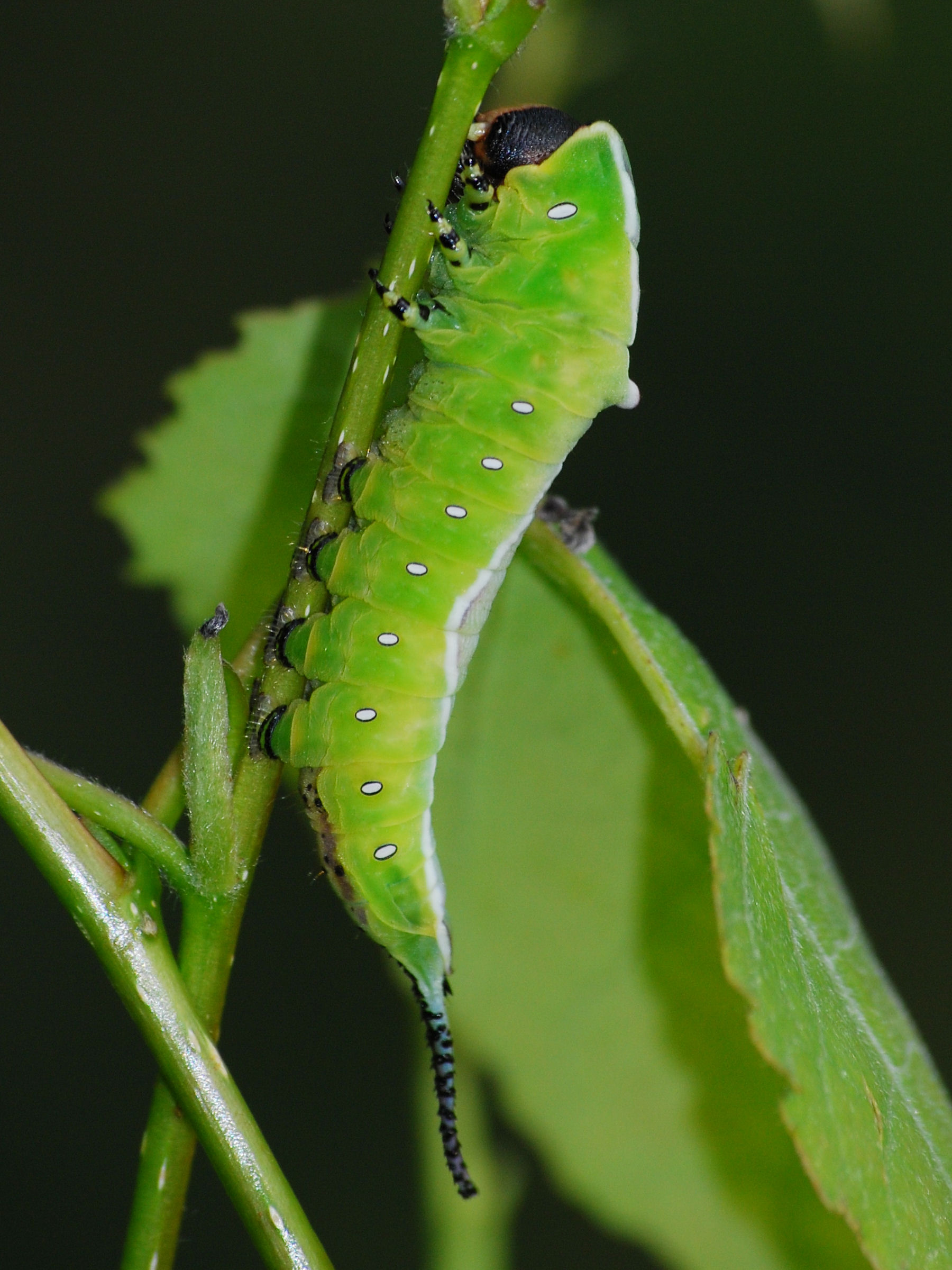
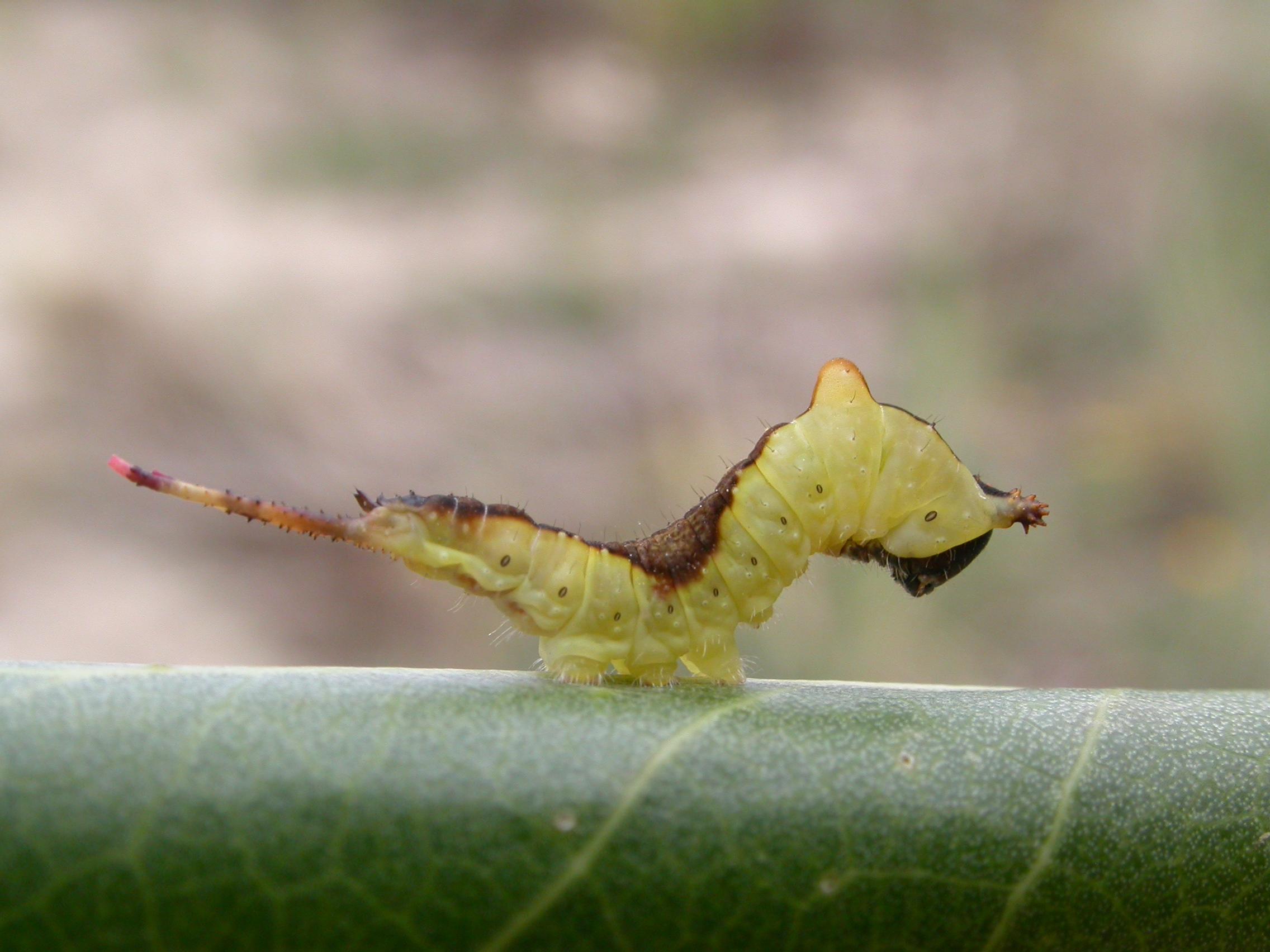